# Логарифмическое распределение
Логарифмическое распределение в теории вероятностей — класс дискретных распределений. Логарифмическое распределение используется в различных приложениях, включая математическую генетику и физику.

## Определение
Пусть распределение случайной величины {\displaystyle Y} задаётся функцией вероятности:
{\displaystyle p_{Y}(k)\equiv \mathbb {P} (Y=k)=-{\frac {1}{\ln(1-p)}}{\frac {p^{k}}{k}},\;k=1,2,3,\ldots },
где {\displaystyle 0<p<1}. Тогда говорят, что {\displaystyle Y} имеет логарифмическое распределение с параметром {\displaystyle p}. Пишут: {\displaystyle Y\sim \mathrm {Log} (p)}.
Функция распределения случайной величины {\displaystyle Y} кусочно-постоянна со скачками в натуральных точках:
{\displaystyle F_{Y}(y)=\left\{{\begin{matrix}0,&y<1&\\1+{\frac {\mathrm {B} _{p}(k+1,0)}{\ln(1-p)}},\;&y\in [k,k+1),\;&k=1,2,3,\ldots \end{matrix}}\right.,}
где {\displaystyle \mathrm {B} _{p}} — неполная бета-функция.

## Замечание
То, что функция {\displaystyle p_{Y}(k)} действительно является функцией вероятности некоторого распределения, следует из разложения логарифма в ряд Тейлора:
{\displaystyle \ln(1-p)=-\sum \limits _{k=1}^{\infty }{\frac {p^{k}}{k}};0<p<1},
откуда
{\displaystyle \sum \limits _{k=1}^{\infty }p_{Y}(k)=1}.

## Моменты
Производящая функция моментов случайной величины {\displaystyle Y\sim \mathrm {Log} (p)} задаётся формулой
{\displaystyle M_{Y}(t)={\frac {\ln \left[1-pe^{t}\right]}{\ln[1-p]}}},
откуда
{\displaystyle \mathbb {E} [Y]=-{\frac {1}{\ln(1-p)}}{\frac {p}{1-p}}},
{\displaystyle \mathrm {D} [Y]=-p\;{\frac {p+\ln(1-p)}{(1-p)^{2}\,\ln ^{2}(1-p)}}}.

## Связь с другими распределениями
Пуассоновская сумма независимых логарифмических случайных величин имеет отрицательное биномиальное распределение. Пусть {\displaystyle \{X_{i}\}_{i=1}^{n}} последовательность независимых одинаково распределённых случайных величин, таких что {\displaystyle X_{i}\sim \mathrm {Log} (p),\;i=1,2,\ldots }. Пусть {\displaystyle N\sim \mathrm {P} (\lambda )} — Пуассоновская случайная величина. Тогда
{\displaystyle Y=\sum \limits _{i=1}^{N}X_{i}\sim \mathrm {NB} }.

## Приложения
Логарифмическое распределение удовлетворительно описывает распределение по размерам астероидов в солнечной системе.